# صموئيل كروكس
صموئيل كروكس (بالإنجليزية: Samuel Crooks)‏ هو قسيس أيرلندي، ولد في 20 يناير 1920، وتوفي في 21 أغسطس 1986.